# دوناویا
دوناویا (روسی: ОАО «Донавиа») شرکت هواپیمایی روس است، که در سال ۱۹۹۲ تأسیس شد.